# 177 (număr)
177 (o sută șaptezeci și șapte) este numărul natural care urmează după 176 și precede pe 178 într-un șir crescător de numere naturale.

## În matematică
177
- Este un număr impar.
- Este un număr compus.[1]
- Este un număr deficient.[2][3]
- Este un număr Leyland[4][5] deoarece poate fi exprimat prin 27 + 72.
- Este un număr fără factori pătratici.
- Este un număr Ulam.[6][7]
- Este un 60-gonal.[8][9]
- Este un număr semiprim.[10][11]
- Este un număr Blum[12][13] deoarece divizorii săi sunt numere prime gaussiene.
- Este un număr echilibrat digital[14][15] deoarece în baza 2 are același număr de cifre 0 și 1.
- Este constanta magică a unui pătrat magic care are doar numere prime Chen.
- Este cea mai mică constantă magică a unui pătrat magic 3 × 3:

{\displaystyle {\begin{bmatrix}17&89&71\\113&59&5\\47&29&101\end{bmatrix}}}

## În știință

### În astronomie
- Obiectul NGC 177 din New General Catalogue este o galaxie spirală cu o magnitudine 14,14 în constelația Balena.
- 177 Irma este un asteroid mare și întunecat din centura principală.
- 177P/Barnard este o cometă periodică din sistemul nostru solar.
- Arp 177, APG 177 sau VV 840 este un grup de galaxii în constelația Boarul.

## În alte domenii
177 se poate referi la:
- Heinkel He 177 Greif a fost un bombardier strategic german din al Doilea Război Mondial.
- WE.177 a fost ultimul bombardier strategic nuclear britanic.
- Avionul Cessna 177.
- Calibru .177 (4.5 mm) este cel mai mic calibru de pelete folosit la armele cu aer comprimat.